# Papeterie Pasquay
La papeterie Pasquay est un monument historique situé à Wasselonne, dans le département français du Bas-Rhin. Benjamin Bury, fils de l'aubergiste David Bury de Wasselonne, ouvre une papeterie en 1717 grâce à la force motrice de la Mossig. D'autres bâtiments utilisaient la rivière, notamment des moulins à huile, à farine et à tabac. Son descendant Fritz Pasquay a inventé un isolant en soie qui a été vendu jusqu'en Russie. L'adresse de la briqueterie est 72 rue de Cosswiller, maison 74, villa et maison de gardien 66.

## Historique
L’activité industrielle débute sur le site en 1717, lorsque Benjamin Bury ouvre une papeterie exploitant la force motrice de la Mossig. D’autres bâtiments, construits à une date indéterminée, utilisaient la rivière, notamment des moulins à huile et à farine. 
Lorsqu'Anne Marie Pasquay, née Bury et son mari Joseph Pasquay héritent de la propriété de 15 hectares en 1738, ils sont remplacés par un moulin à tabac pour la production de tabac à priser. Le tabac est cultivé en Alsace depuis 1573.
Fritz Pasquay (1825-1893), qui était aussi un homme politique, a été suivi par les fils Ernest et Charles.
Dans les décennies suivantes, l’occupation du lieu se densifie, avec l’adjonction d’une fabrique de papier peint, d’indienne puis une filature et une usine de blanchiment. À partir de 1828, de grands bâtiments sont édifiés afin d’entamer la production de briques et de tuiles. Le site se voit également doté d’une gare (Papiermühl/La Papeterie) 1877 lors de la construction de la voie ferrée reliant Saverne à Molsheim.
Pierre Pasquay, était le dernier industriel de la famille. L’activité industrielle prend fin en 1954. Une partie du site fait l'objet d'une inscription au titre des monuments historiques depuis 1988. La villa et une partie de la filature ont été restaurées.

## Architecture

### Bâtiments industriels

#### Dampfziegelei/Briqueterie à vapeur

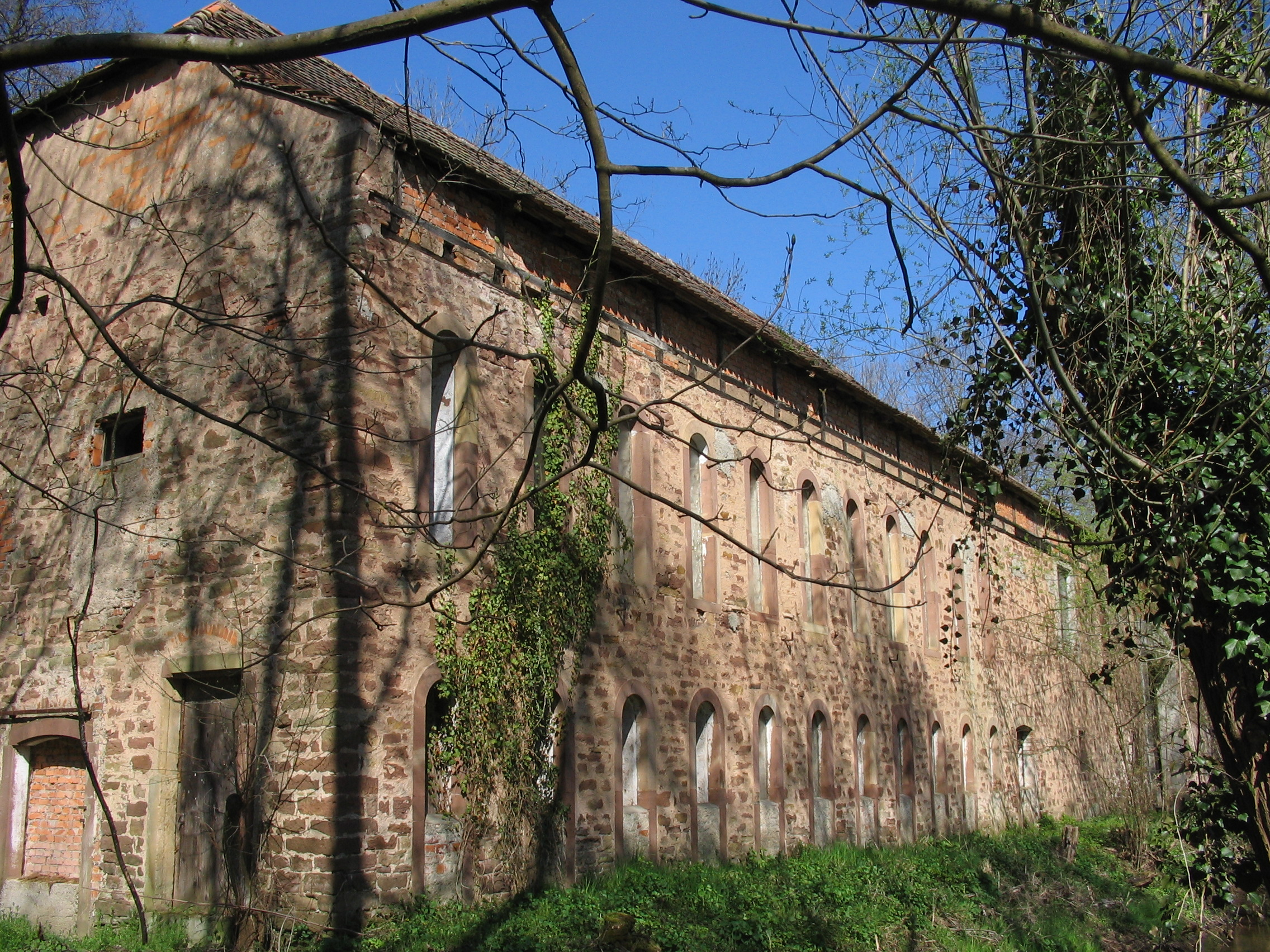
Pasquay briqueterie 1

Dans le four Hoffmann, des briques moulées pour les plafonds et tuile à emboîtement ont été produites et pierres rondes pour la construction de cheminées. 
La tuile à emboîtement est un matériau de couverture des toits en terre cuite qui a été inventé et breveté par le François-Xavier Gilardoni le 25 mars 1841. En 1850 à Altkirch les frères Gilardoni créent une tuile à double emboîtement qui sera primée à l’exposition de 1855. Plus rapides à mettre en œuvre, elles permettent de réduire le nombre de tuiles, tout en empêchant leur glissement par un système d'emboîtement. 
Le four Hoffmann est un four à feu continu destiné à la cuisson de briques, tuiles, carreaux et autres produits en terre cuite. Cette invention fut brevetée en 1858 par Friedrich Hoffmann. Elle permit un progrès considérable dans la production des articles en terre cuite.
La propriété comprend 1875 d’un seul tenant environ 17 hectares de prés, jardins potagers, et d’agréments, incluant 46 ares de vignes terrassées et exposées au midi, d’une maison de maître avec terrasse, avenue et deux pavillons pour portier et jardinier, écuries, remises, caves voûtées, buanderie et salle de bains. Pièce d’eau de 10 ares. Source thermale avec aqueduc en pierre de taille de 400 mètres, alimentant les fontaines de la cour et de la cuisine. Il y a de plus deux maisons d’habitation pour employés et des logements d’ouvriers pour 9 familles, groupés autour de diverses usines. Les prés sont irrigables. Les établissements industriels sont disséminés autour de 3 chutes.
La plupart des bâtiments préservés datent du XIXe siècle, les ateliers du XVIIIe siècle ayant disparu. Ils sont répartis en plusieurs ensembles : l’ensemble aval, le plus à l’est, comprend la briqueterie et la tuilerie ; l’ensemble amont, le plus à l’ouest, comprend la teinturerie, une usine à chaux et la filature ; entre les deux se trouvent l’ensemble central nord, comprenant les bureaux, le moulin à garance et la prairie de blanchiment, et l’ensemble central sud, situé derrière la maison du directeur et comprenant la papeterie et le moulin à tabac. La gare se situe à l’extrémité sud-ouest du site.
1856 le bâtiments occidental a d’abord été une filature une barre allongée haute de deux étages, croisée en son milieu perpendiculairement par le canal ; cette partie centrale était traitée en avant-corps surmonté d’un fronton triangulaire.

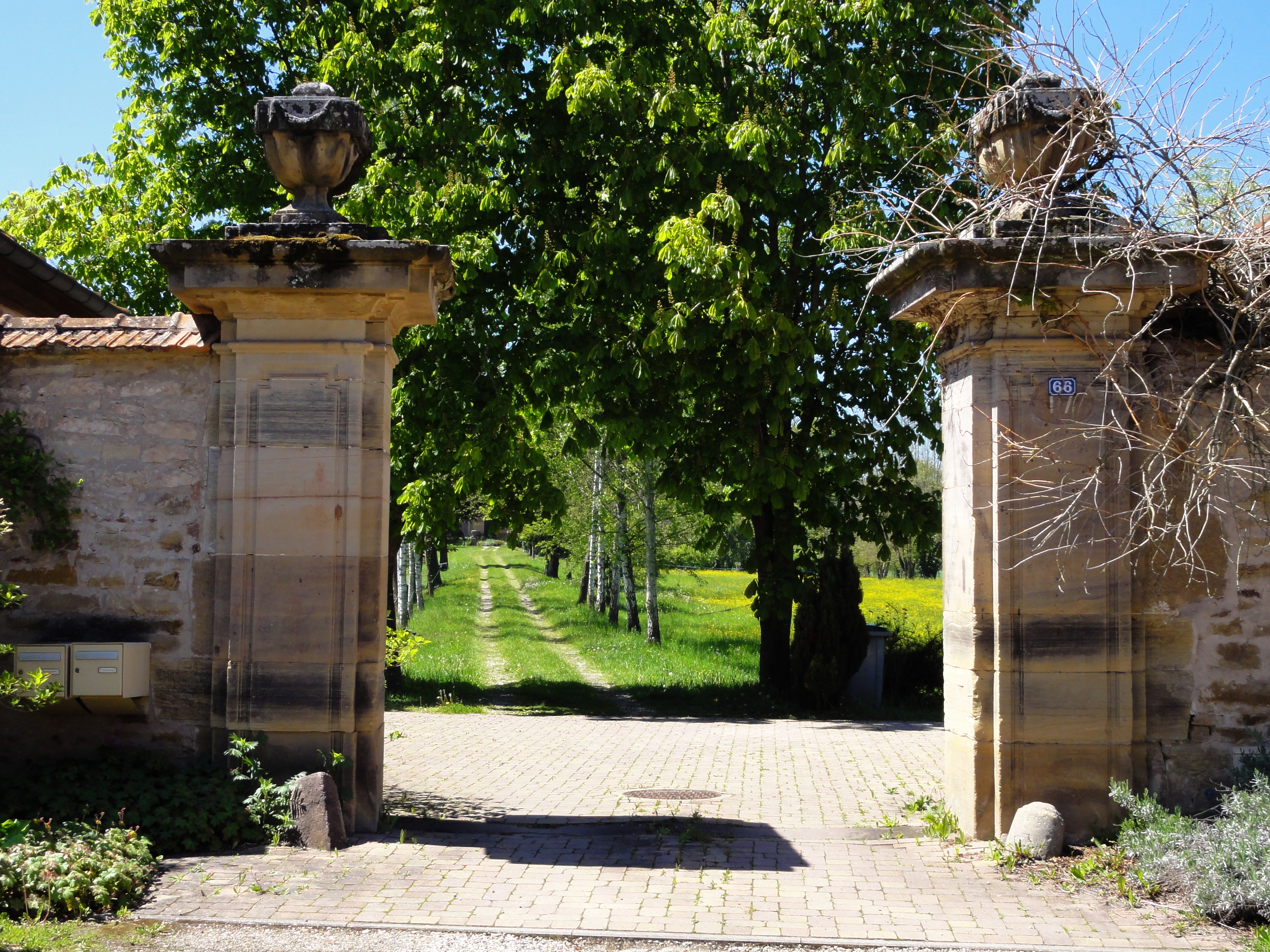
L'adresse : Rue de Cosswiller 66, Wasselonne
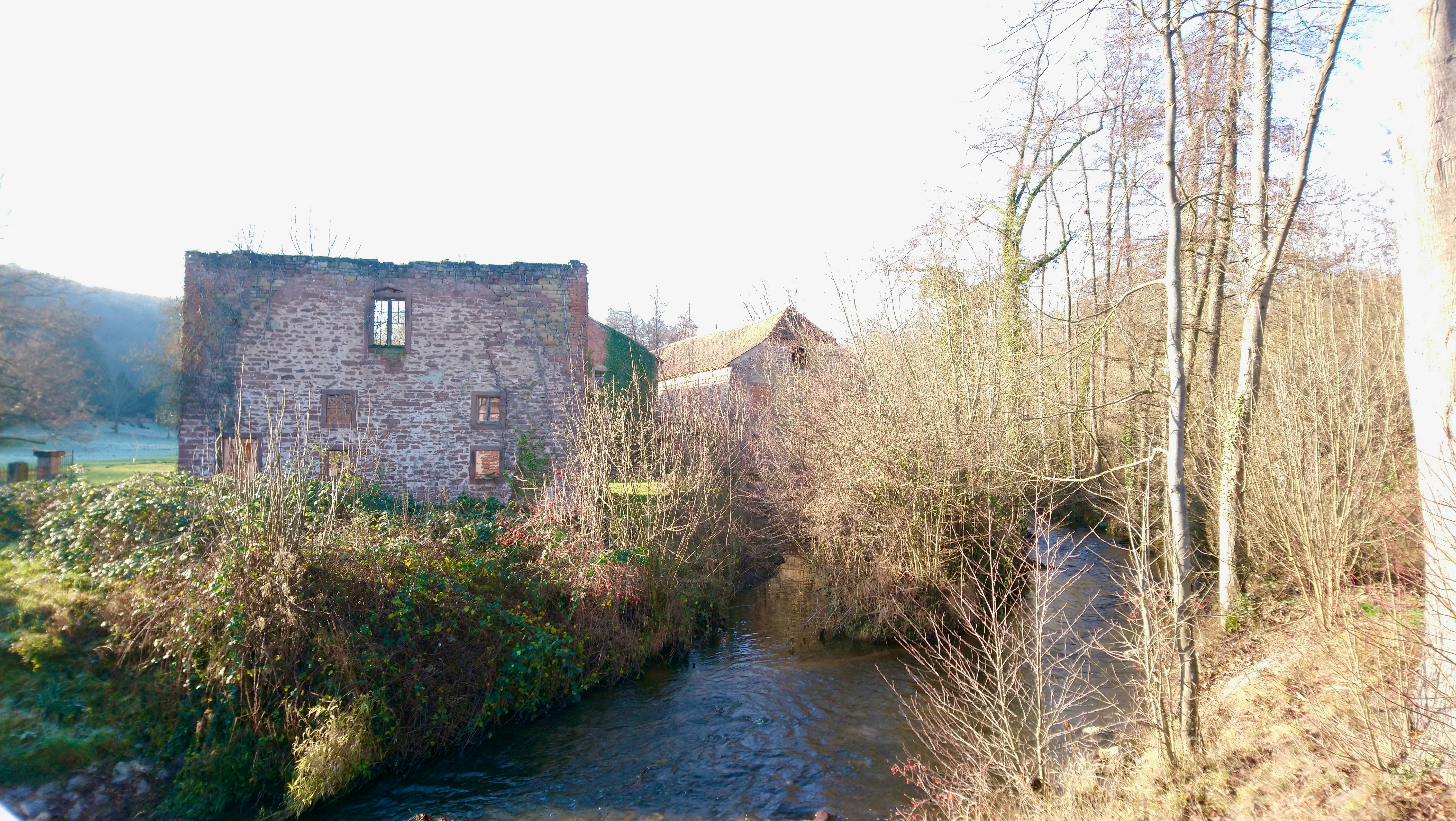
La Mossig entre les deux moulins de la Papeterie Pasquay
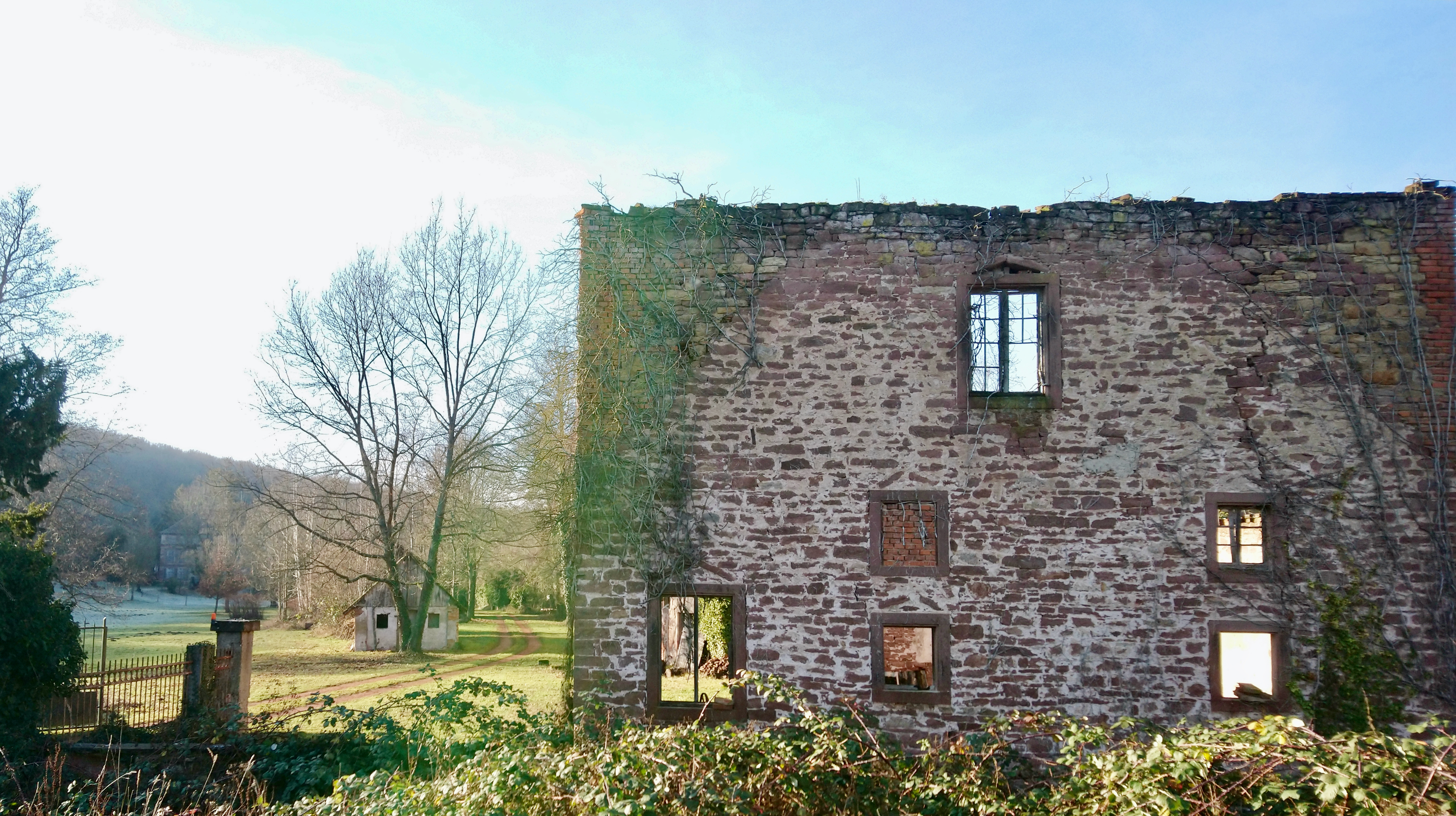
Villa Papeterie arrière gauche
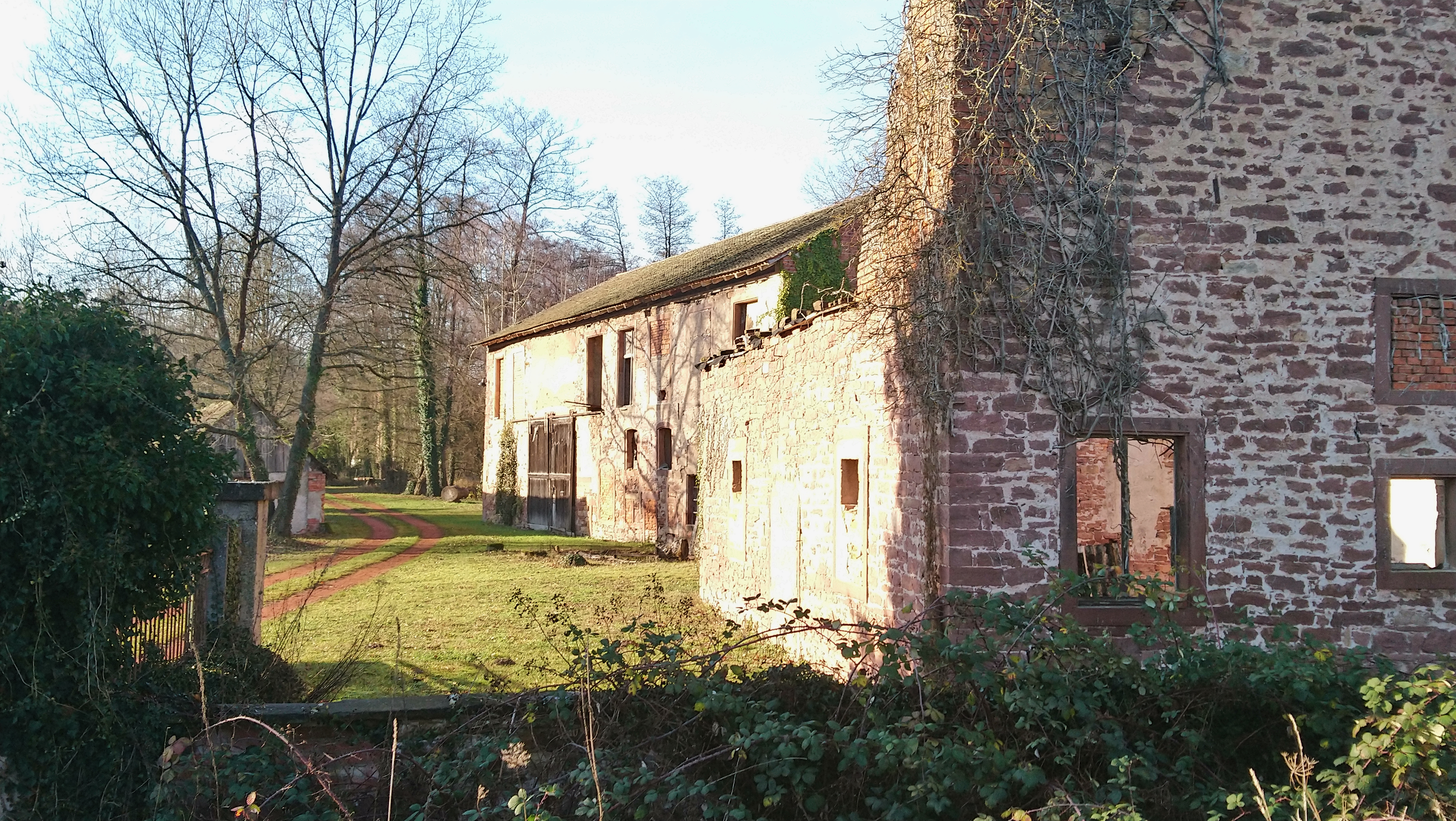
Papeterie Pasquay
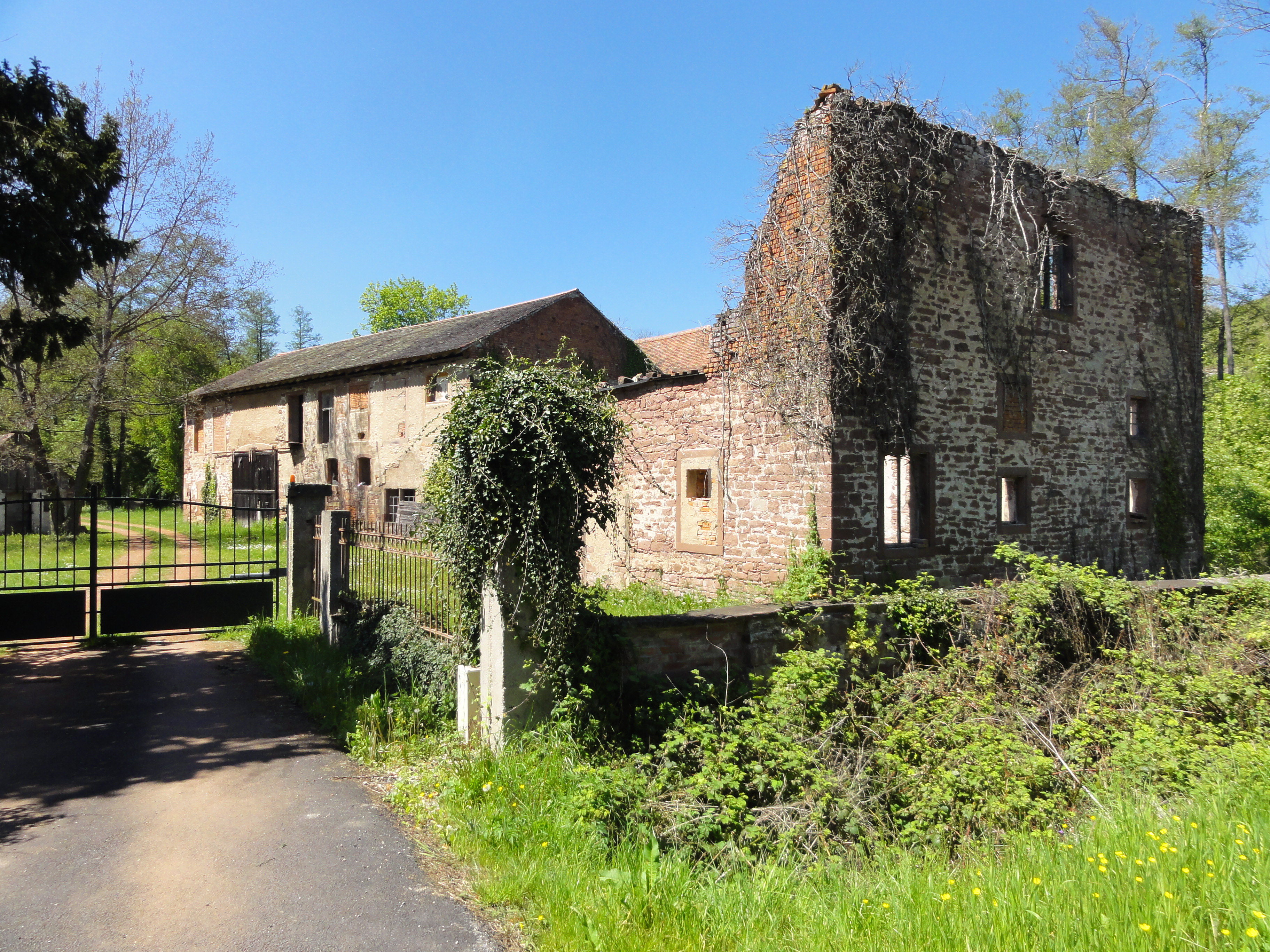
Moulin
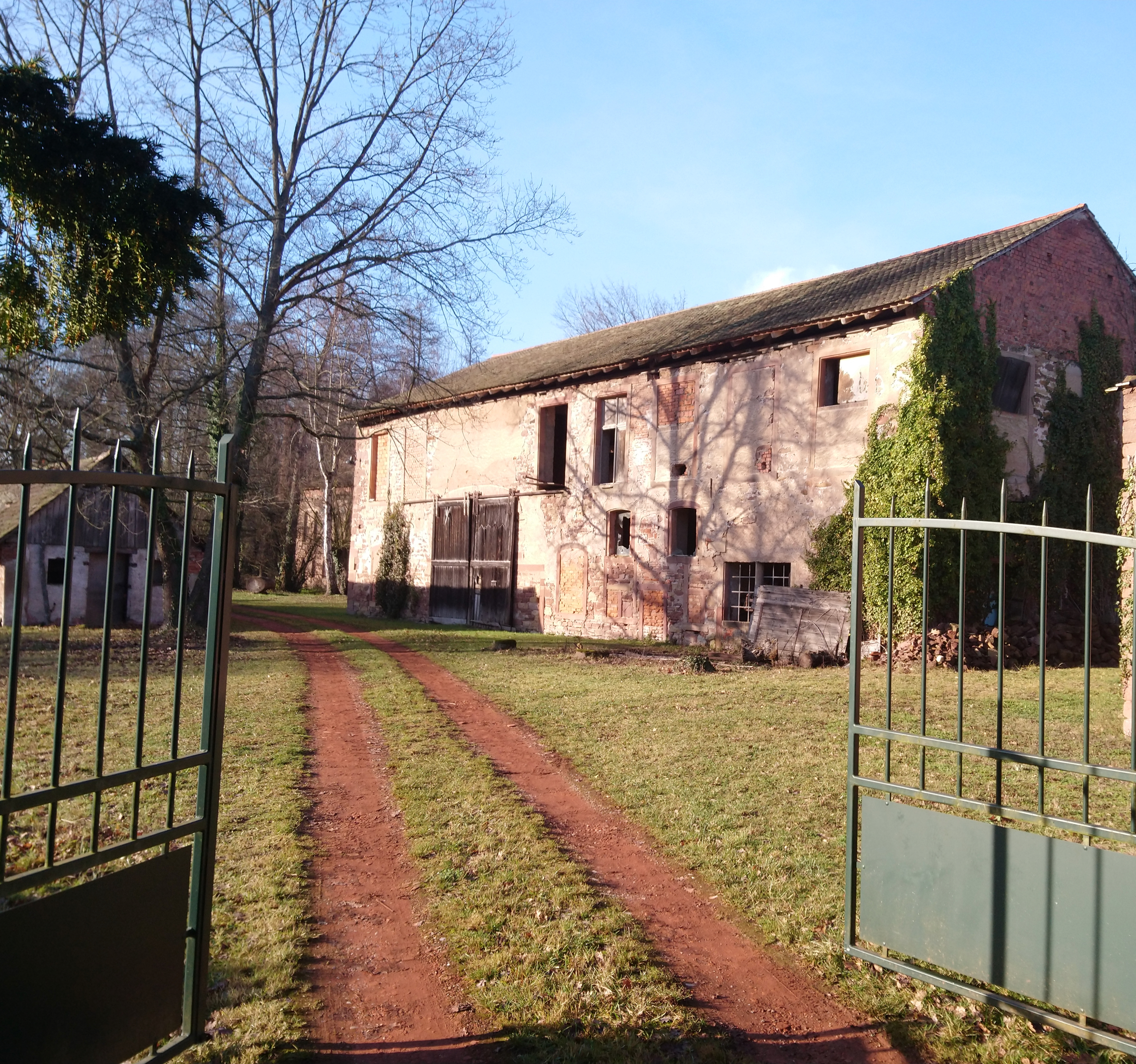
Papeterie Pasquay, briqueterie 72 rue de Cosswiller, maison d'habitation 74
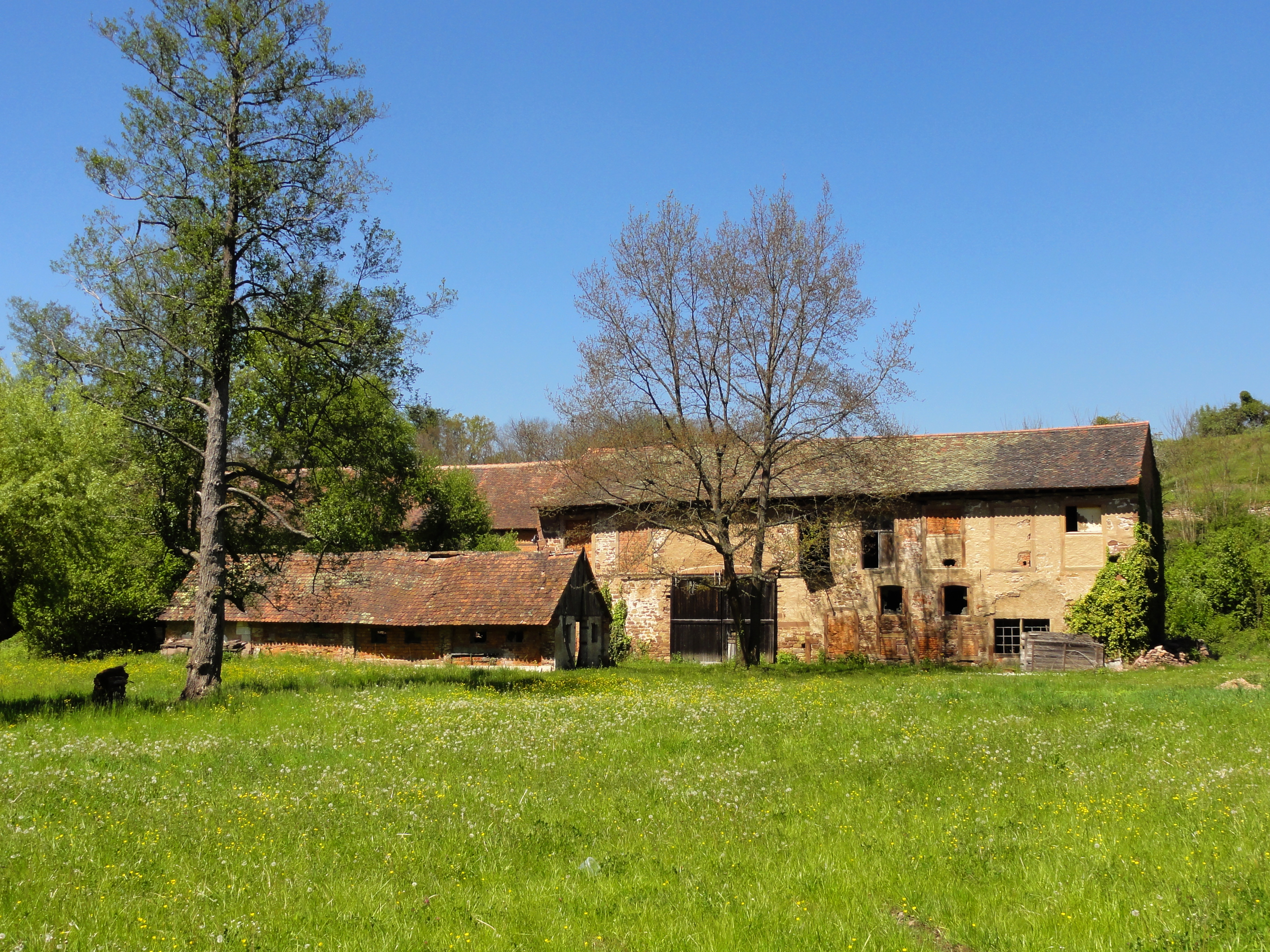
Ancien moulin
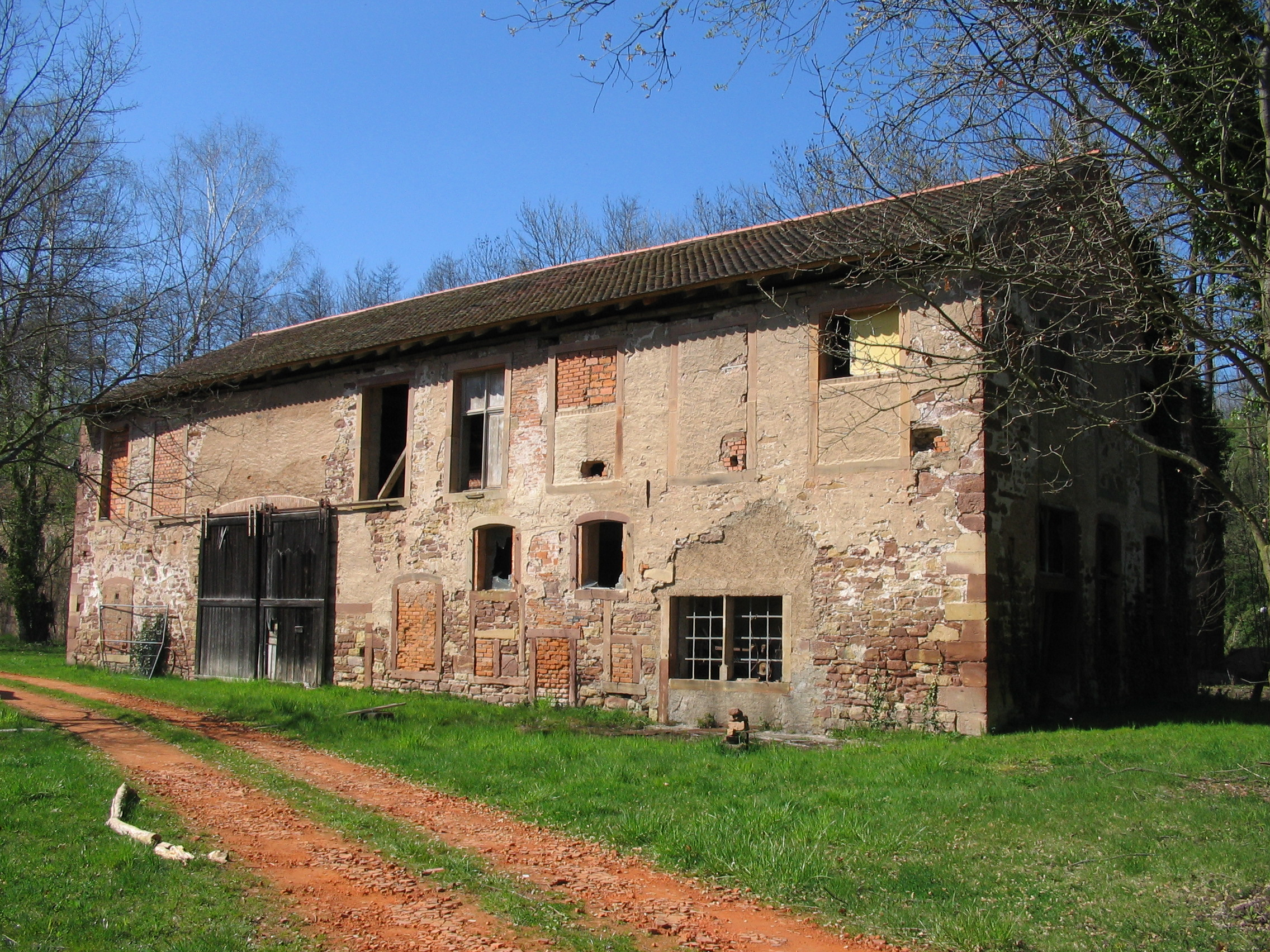
Moulin Papeterie Pasquay
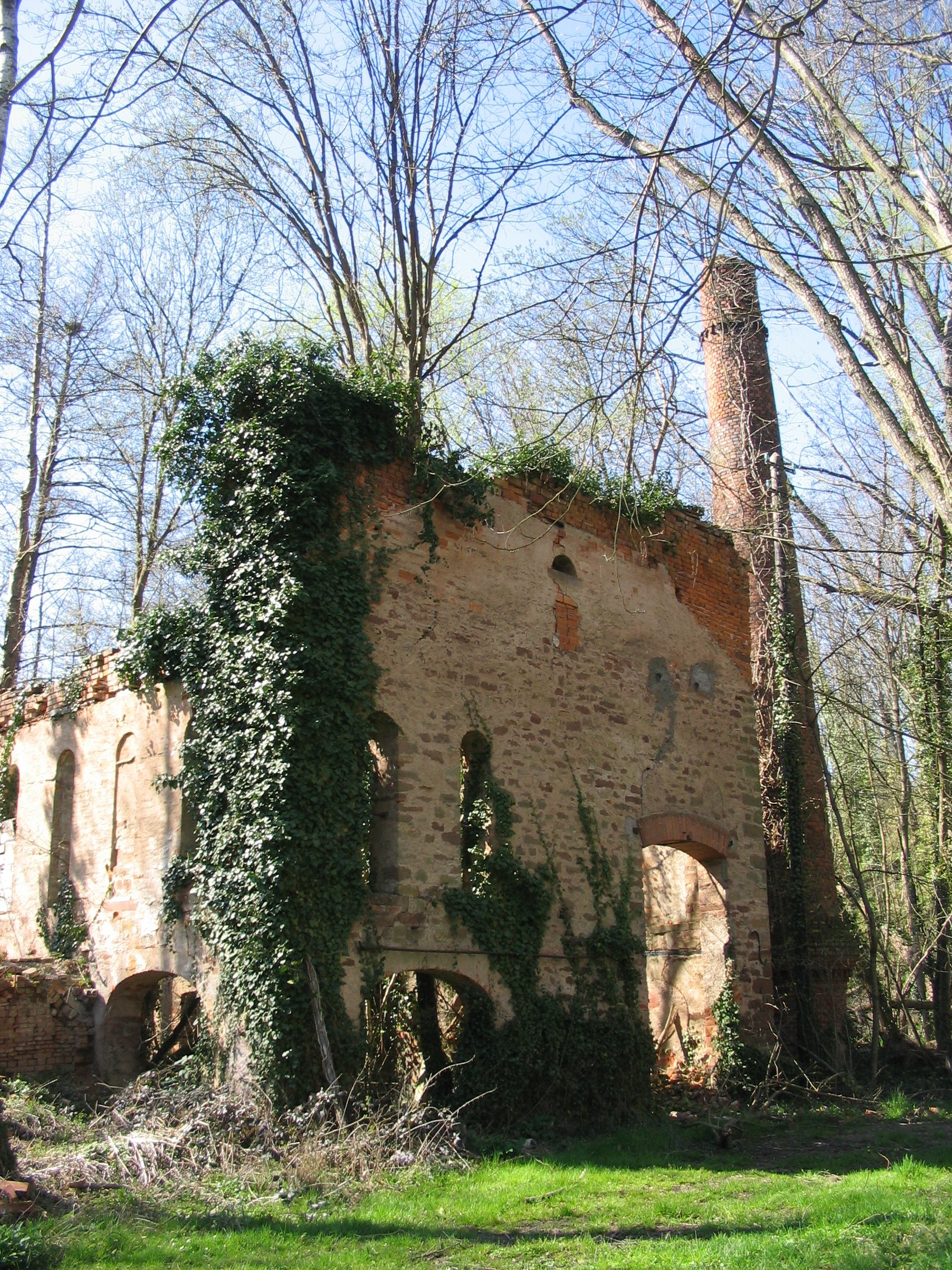
Pasquay briqueterie 2
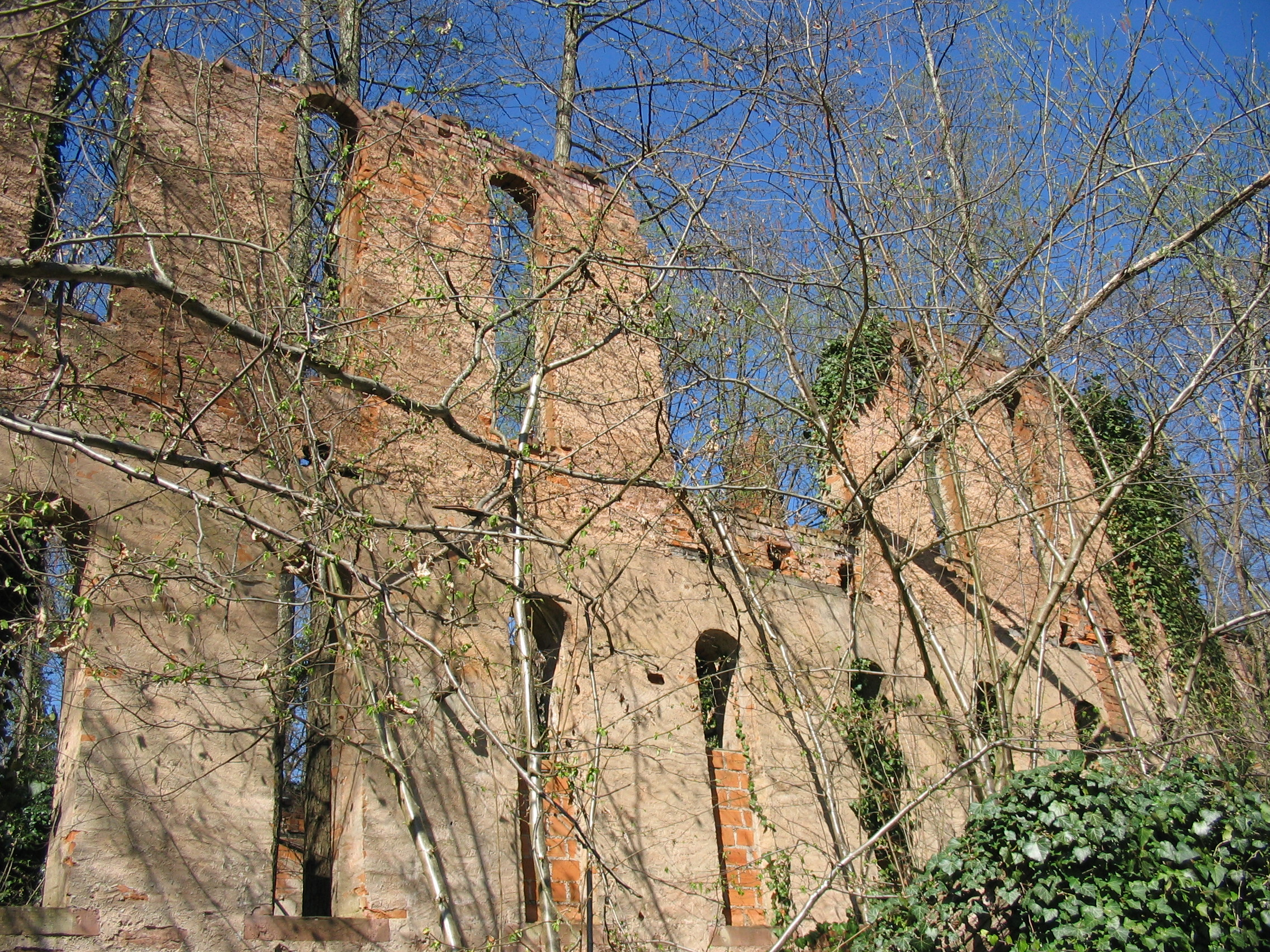
Wasselonne briqueterie 3

#### Spinnerei/La filature

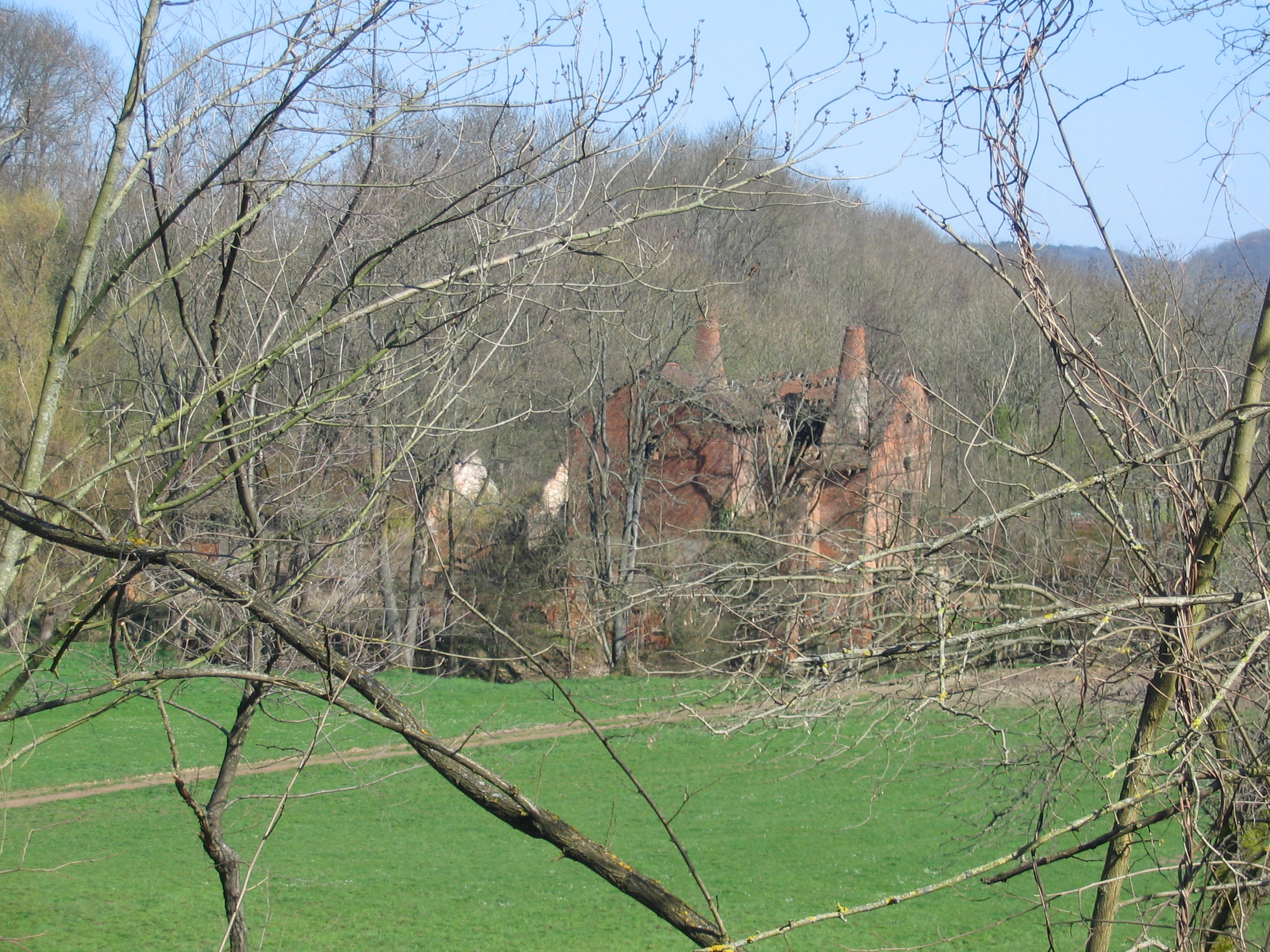
Wasselonne four a chaux

La filature était animée par une chute de 2,88 m occupée plus tard par une turbine de 14 chevaux.
Cette filature a été modifiée après l’incendie de 1881 : son aile sud a été intégrée à la puissante maçonnerie de briques d’un bâti carré, à l’intérieur duquel ont furent édifiés deux fours à chaux four en forme de bouteille, sortes d’épaisses cheminées coniques.

### Bâtiments résidentiels
La maison du directeur, situé au 66, route de Cosswiller, se trouve au bout d’une longue allée bordée d’arbres, dans le prolongement du portail du domaine. Construite vers 1775 à la demande de Joseph Pasquay, son architecture est de style néo-classique et ses intérieurs étaient ornés de peintures de paysages de l’école de Joseph Vernet, qui ont été déposées. L'ancienne maison du gardien et la maison du jardinier se situent de part et d'autre du portail.

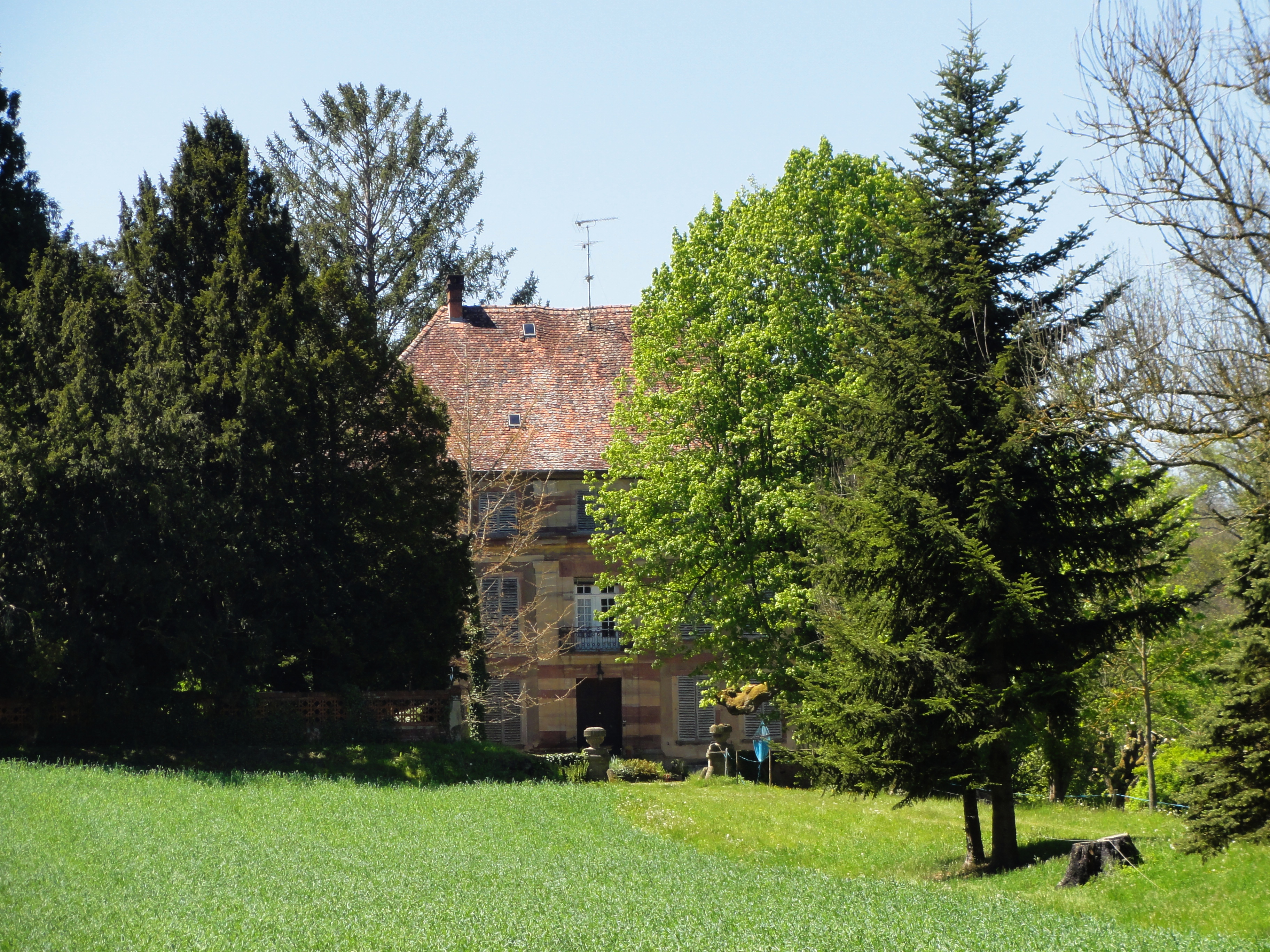
Villa
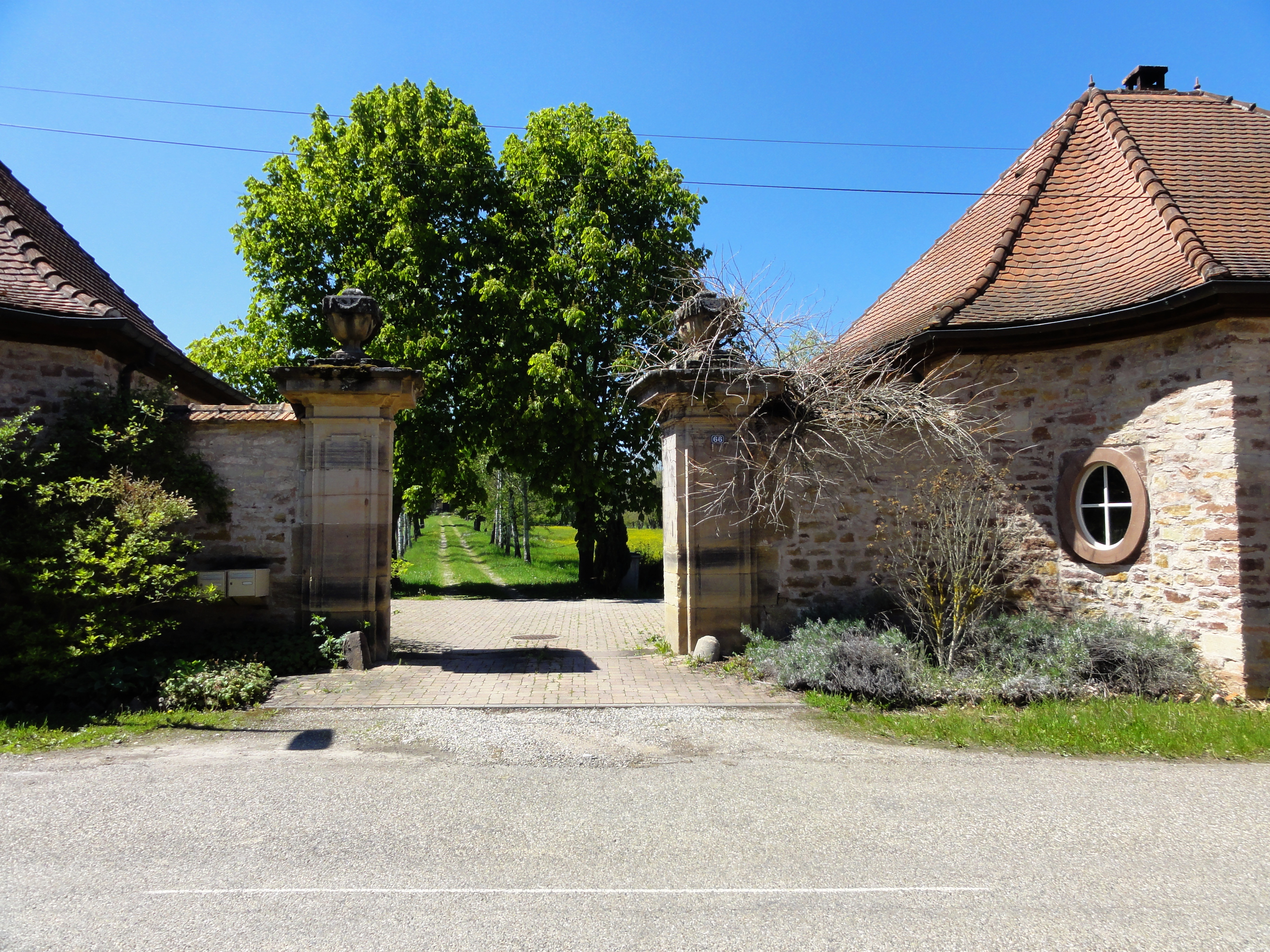
66, Route de Cosswiller
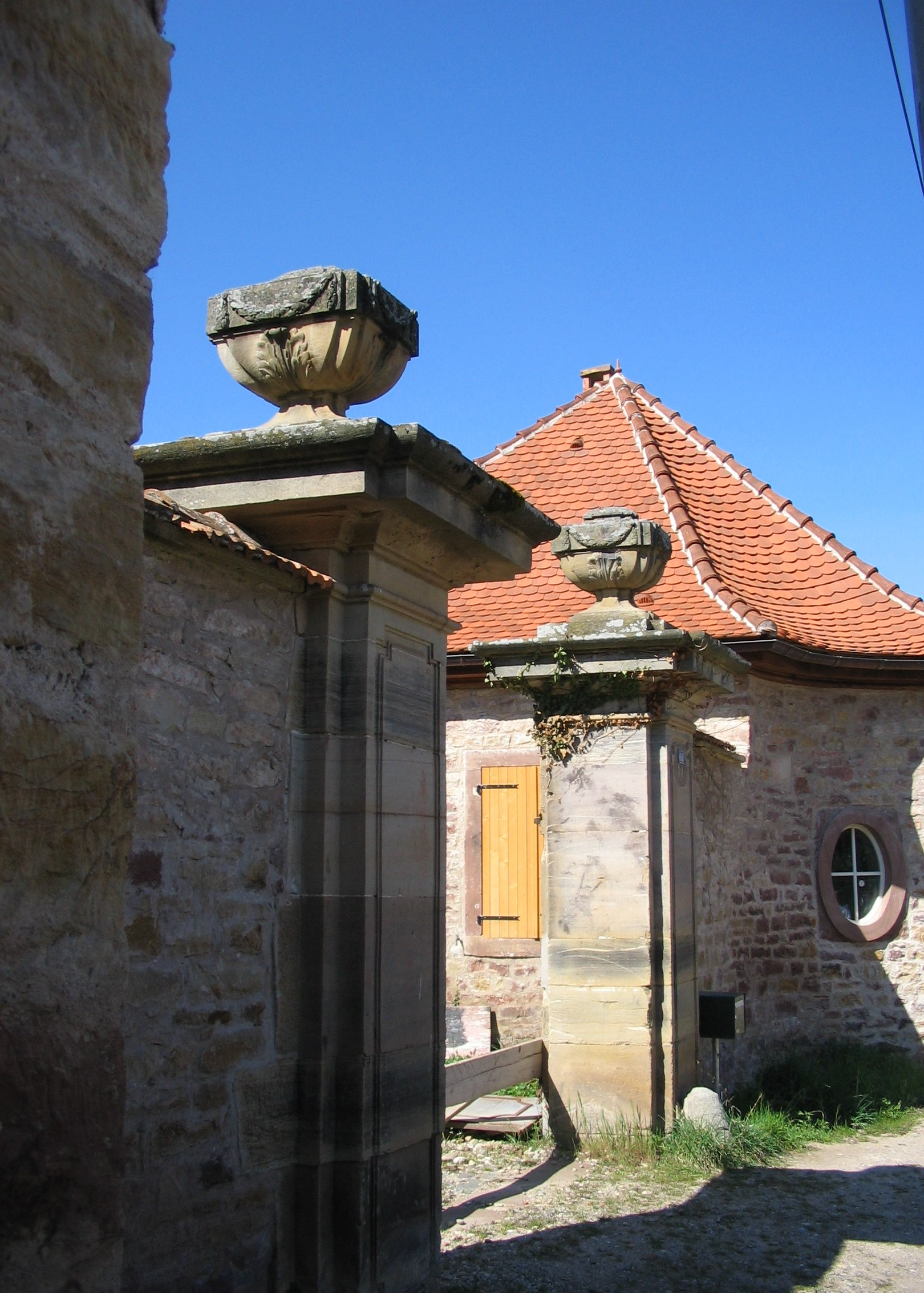
Pavillon
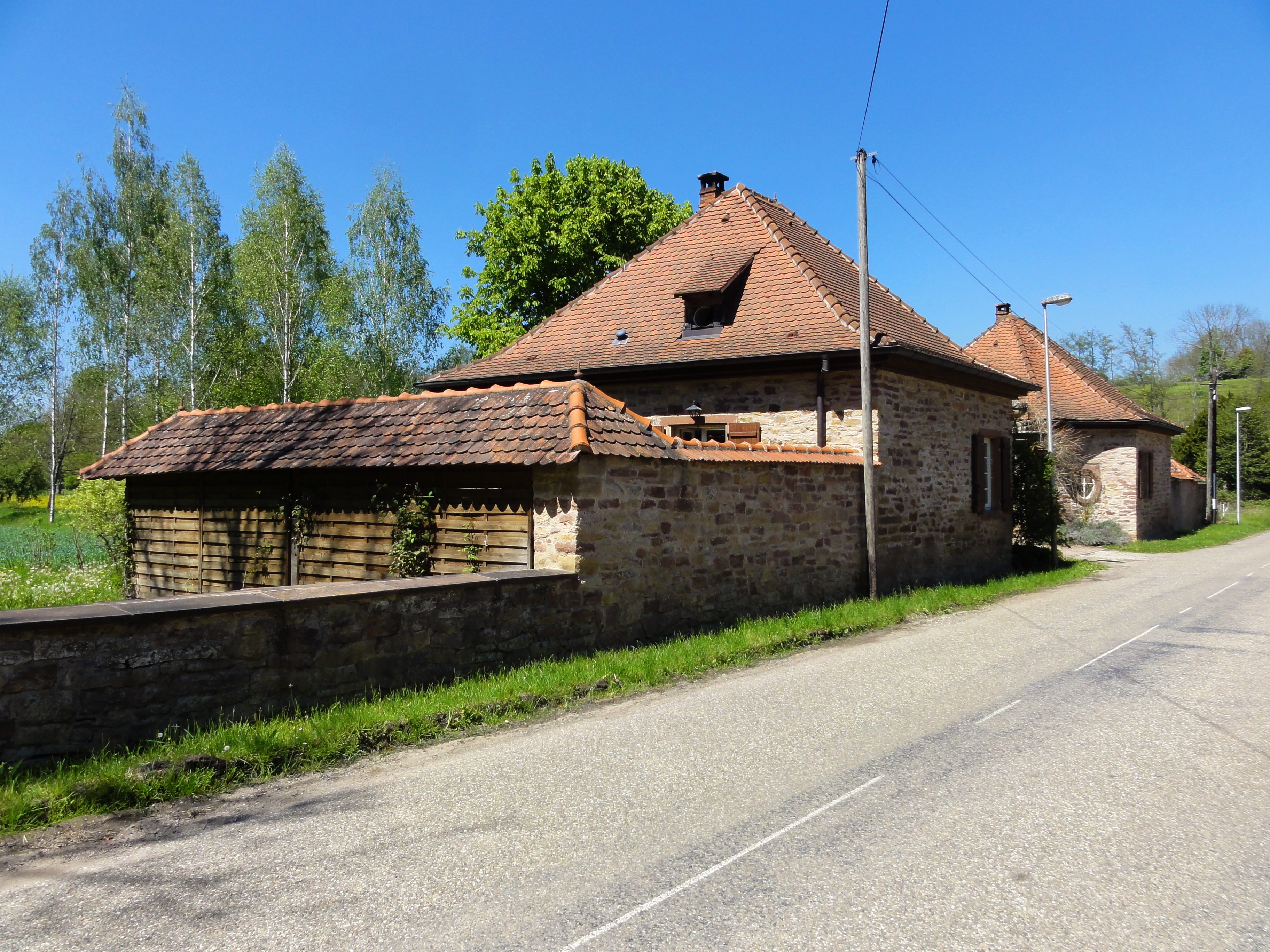
Pavillon